# Деркач Георгій Йосипович
Деркач Георгій Йосипович (справжнє прізвище Любимов) (11 (23) березня 1846, Катеринослав, тепер Дніпро — 11 (24) червня 1900, Томськ) — український актор, антрепренер.
Народився у Катеринославі. У 1875 році створив власну трупу, що гастролювала в Україні, Росії, Білорусі, на Кавказі, Уралі та в Сибіру. Відомий грою у виставах («Запорожець за Дунаєм»).

## Трупа Деркача
Пересувна антреприза під керівництвом Георгія Деркача діяла з 1875 до 1900 (з перервою 1880 —1881). Серед членів трупи були: Є. Боярська, С. Глазуненко, Є. Зарницька, Л. Манько, О. Шатковський, М. Борченко, М. Марченко, Г. Решетников, О. Свєтлова, Г. Петраківська, О. Дорошенко, Ю. Шостаківська, Л. Сабінін, О. Віламова, М. Суходольська-Дикова, О. Олексієнко, К. Демидов, Л. Квітка та ін. Також залучалися такі російські актори як: Ф. Горєв, О. Гламма-Мещерська, О. Правдін, у 1891 — Ф. Шаляпін.
Трупа мала великий хор. У 1893 трупа гастролювала в Парижі (репертуар: «Наталка Полтавка» І. Котляревського, «Назар Стодоля» Т. Шевченка та ін.).
У 1894 група акторів трупи Деркача створила окреме театральне товариство — трупу О. Суслова та О. Суходольського.